# Chris Candido
Christopher Barrett Candito (ur. 21 marca 1972 w Edison, zm. 28 kwietnia 2005 w New Brunswick) – amerykański wrestler. Rywalizował w takich federacjach, jak World Championship Wrestling, Extreme Championship Wrestling, New Japan Pro Wrestling, Total Nonstop Action Wrestling i Smoky Mountain Wrestling pod pseudonimem ringowym Chris Candido, natomiast w World Wrestling Federation walczył jako Skip. Przez wiele lat jego partnerka życiowa Tammy „Sunny” Sytch odgrywała rolę jego valet. W swojej karierze sięgał wielokrotnie po tytuły mistrzowskie wielu organizacji.
Podczas gali Lockdown (24 kwietnia 2005) złamał nogę. Zmarł 4 dni później na zapalenie płuc.

## Kariera wrestlera

### Początki  kariery
Dorastał w New Jersey. Był wnukiem „Popeye” Chucka Richardsa, wrestlera występującego w World Wide Wrestling Federation. W wieku 14 lat rozpoczął treningi w Monster Factory Larry’ego Sharpe’a, natomiast uczęszczając do Red Bank Catholic High School, poznał swoją partnerkę życiową – Tammy Lynn Sytch. W kolejnych latach występował w lokalnych federacjach sceny niezależnej, takich jak World Wrestling Association (WWA). W 1991 dołączył do United States Wrestling Association (UWSA), prowadzonej przez Jerry’ego Lawlera i Jerry’ego Jarretta. Praca Candido w UWSA trwała krótko. Na początku 1992 roku udał się do Japonii, gdzie rywalizował w Frontier Martial-Arts Wrestling (FMW) Atsushi Onity podczas dwumiesięcznej trasę jako The Blonde Bomber. Walczył z Rickym Fujim i Tarzanem Goto, a także współpracował z inną młodą gwiazdą – Sabu, którego Candido znał z amerykańskich sceny niezależnej.

### Smokey Mountain Wrestling i Eastern Championship Wrestling
W 1993 roku Candido – z Sytch jako jego valet – podpisał kontrakt ze Smokey Mountain Wrestling (SMW) Jimiego Cornette’a, gdzie wzrosła jego rozpoznawalność. W pierwszym roku został trzykrotnym SMW United States Junior Heavyweight Championem i jednokrotnym SMW Beat the Champ Television Championem. Zaczął także pracować dla Eastern Championship Wrestling (ECW), gdzie został dwukrotnym ECW Tag Team Championem wraz z Johnnym Hotbody’m i Richardem (Chrisem) Michaelsem w drużynie o nazwie The Suicide Blondes. Bronili mistrzostwa na zasadzie Freebird.
W 1994 roku Chris Candido założył nowy tag team w SMW wraz z Brianem Lee, pokonując The Rock ’n’ Roll Express i zdobywając po raz pierwszy SMW Tag Team Championship. Po utracie drugiego tytułu mistrzowskiego, Sytch wyrzuciła Lee z zespołu, a Candido został ponownie indywidualnym zawodnikiem. Jesienią tego roku wrócił do Japonii na kolejną trasę, ale tym razem pracował dla All Japan Pro Wrestling (AJPW), gdzie głównie współpracował z byłym NWA World Heavyweight Championem Dorym Funkiem Jr.

### NWA World Heavyweight Champion (1994–1995)
Po powrocie z Japonii wziął udział w turnieju mającym na celu ukoronowanie nowego mistrza świata wagi ciężkiej NWA. W tym czasie National Wrestling Alliance (NWA) przeżywało kryzys – we wrześniu 1993 roku World Championship Wrestling (WCW) oddzieliło się od NWA, a tym samym organizacja straciła Ricka Flaira jako mistrza świata. Wtedy federacja obrała ECW jako jedną z kluczowych organizacji, ale po turnieju mającym wyłonić nowego mistrza świata w sierpniu tego roku, ostateczny zwycięzca Shane Douglas ogłosił, że ECW również odchodzi z NWA i zmienia nazwę z East na Extreme, a on od teraz jest nowym mistrzem świata wagi ciężkiej ECW. W niecały rok NWA straciło zarówno WCW, jak i ECW, a także dwóch mistrzów świata. Nowy turniej o tytuł mistrzowski odbył się w sojuszu z SMW. Chris Candido pokonał Ala Snowa i Dirty White Boya, by awansować do finału, gdzie ostatecznie pokonał Tracey’ego Smothersa i został nowym NWA World Heavyweight Championem. Panowanie Candido jako mistrza świata NWA trwało zaledwie 97 dni. 24 lutego 1995 roku stracił pas na rzecz Dana „The Beast” Severna. Dwa dni później rozegrał mecz w stypulacji Loser Leaves Town w SMW, gdzie przegrał z byłym partnerem Boo Bradleyem. Ostatecznie okazało się, że Candido, wraz z Sytch, podpisał kontrakt z World Wrestling Federation (WWF).

### World Wrestling Federation (1995–1996)
Chris Candido zadebiutował w WWF 3 czerwca 1995 w odcinku WWF Superstars, gdzie pokonał Scotta Taylora. Zadebiutował jako sportowiec o imieniu Skip, podczas gdy Sytch otrzymała pseudonim Sunny. Duet otrzymał gimmick pary aroganckich trenerów fitness, którzy kpili z przeciwników i publiczności za to, że są w złej kondycji fizycznej. Dwa dni później w Monday Night Raw odniósł zwycięstwo nad Barrym Horowitzem. Ich feud trwał do SummerSlam (27 sierpnia), gdzie Horowitz pokonał Skipa. Zawodnik ponosił kolejne porażki z Shawnem Michaelsem, Martym Jannettym i 1-2-3 Kidem. Pod koniec 1995 zaczęto rozwijać fitnessowy gimmick Candido, gdy do grupy dołączył otyły Rad Radford. Wkrótce trio zmieniło się w kwartet po przyjęciu Toma Pricharda. Ten został kuzynem Skipa o imieniu Zip i trio przyjęło nazwę The Bodydonnas. Grupa rywalizowała na Survivor Series (19 listopada), po czym w styczniu 1996 Radford został wyrzucony jako słabe ogniwo.
W marcu 1996 Bodydonnas ostatecznie zostali mistrzami WWF World Tag Team, pokonując The Godwinns o zawieszone tytuły na WrestleManii XII. Posiadali mistrzostwo przez 49 dni i stracili je na rzecz Godwinns na live evencie w Madison Square Garden. Po przegranej Sunny zwróciła się przeciwko nim, dołączając najpierw na krótko do Godwinnów, po czym wspierała The Smoking Gunns (Bart i Billy Gunn). Bodydonnas przez większość roku walczyli przeciwko obu drużynom. Krótko po porażce z The British Bulldogiem i Owenem Hartem 23 września 1996 na Raw, Candido opuścił federację.

### Powrót do ECW (1996–1999)
Nieco ponad miesiąc po opuszczeniu WWF Candido zaczął pracować w ECW i zadebiutował na High Incidents (26 października), pokonując Spike’a Dudleya. Dołączył do drugiego wcielenia The Triple Threat Shane’a Douglasa wraz z Brianem Lee. Ostatecznie Lee został zastąpiony przez Bama Bama Bigelowa, który tej jesieni zdobył ECW World Heavyweight Championship i rywalizował z Candido. Bigelow został zastąpiony przez Lance’a Storma i chociaż wraz z Candido mieli niespokojny sojusz, ale udało im się zdobyć tytuły ECW World Tag Team w grudniu 1997.
W lipcu 1998 Sytch została zwolniona z WWF i ponownie dołączył do Candido w ECW, który na początku 1999 walczył z Tazem o tytuł ECW World Championship. Pod koniec 1999 współpracował z nowo przybyłym Rhino, ale w grudniu, po niepowodzeniu w pokonaniu drużyny Impact (Lance Storm i Justin Credible) o tytuły tag teamowe ECW, Candido opuścił ECW. Początkowo podpisał kontrakt z kalifornijską Xtreme Pro Wrestling (XPW), powstałą w 1999 federacją kładącą nacisk na hardcore’ową odmianą wrestlingu. Zadebiutował na gali Abuse of Power w styczniu 2000, pokonując Damiena Steele’a.

### World Championship Wrestling (2000)
W maju 2000 podpisał kontrakt wraz z Sytch z World Championship Wrestling (WCW), gdzie natychmiast został wrzucony do dywizji Cruiserweight jako część stajni The New Blood z nowymi lub niewykorzystanymi talentami. Na gali Spring Stampede (16 kwietnia) został nowym mistrzem Cruiserweight. Kiedy pod koniec lata New Blood przestało istnieć, plany na Candido w dywizji Cruiserweight również się skończyły. Na krótko sprzymierzył się z Shane’em Douglasem i Bamem Bamem Bigelowem w ponownym uruchomieniu The Triple Threat w WCW. W czerwcu tego roku opuścił federację.

### Scena niezależna (2000–2005)
Podpisał kontrakt z kalifornijską Xtreme Pro Wrestling (XPW), powstałą w 1999 federacją kładącą nacisk na hardcore’ową odmianą wrestlingu. Zadebiutował na gali Abuse of Power w styczniu 2000, pokonując Damiena Steele’a, ale jego współpraca zakończyła się po dołączeniu do WCW. Pracował w Portoryko w World Wrestling Council (WWC) Carlosa Colona. W 2002 Wrócił do XPW i zadebiutował w IWA Mid South na początku roku, stawiając czoło Chrisowi Hero. Zaczął również współpracować z początkującą niezależną organizacją Major League Wrestling (MLW), ścierając się z Terrym Funkiem na gali Reload 26 września. Rywalizował także w Jersey Championship Wrestling, Jersey All Pro Wrestling (JAPW), Impact Championship Wrestling (ICW New York), Full Impact Pro (FIP) i International Wrestling Cartel (IWC).

### Japonia (2001–2002)
W styczniu 2001 powrócił do japońskiej Frontier Martial-Arts Wrestling, następnie stawiał pierwsze kroki w New Japan Pro Wrestling (NJPW). Zadebiutował w turnieju Best of the Super Juniors VIII, ale nie udało mu się opuścić bloku A, w którym wystąpił ostateczny zwycięzca Jushin Thunder Liger. Opuścił Japonię w lutym 2002 i wrócił na scenę niezależną w Stanach Zjednoczonych.

### Total Nonstop Action Wrestling (2005)
W styczniu 2005 roku zawodnik zadebiutował w Total Nonstop Action Wrestling (TNA) przeciwko AJ Stylesowi i wkrótce znalazł się na czele stajni, w skład której wchodzili The Naturals (Chase Stevens i Andy Douglas). Na Lockdown (24 kwietnia) Candido i Lance Hoyt połączyli siły, by stawić czoło Sonny’emu Siakiemu i Apolo. Podczas meczu Candido złamał nogę. Wrócił na następne nagrania 26 kwietnia, towarzysząc The Naturals na wózku inwalidzkim, kiedy to zdobyli tytuły NWA World Tag Team przeciwko America’s Most Wanted („Wildcat” Chris Harris i „Cowboy” James Storm). Dwa dni później Chris Candido zmarł. Jego ostatni występ w TNA wyemitowało 29 kwietnia, dzień po jego śmierci.

## Śmierć
Na Lockdown Candido złamał zarówno kość piszczelową, jak i kość strzałkową oraz zwichnął kostkę podczas meczu w stalowej klatce, gdzie z Lance’em Hoytem stawił czoło Apolo i Sonny’emu Siakiemu. Następnego dnia przeszedł operację, podczas której kości zespolono mu za pomocą płytki i śrub. Pojawił się na nagraniach Impactu! 26 kwietnia (odcinek wyemitowano 29 kwietnia), pomagając The Naturals pokonać America’s Most Wanted i zdobyć NWA World Tag Team Championship.
28 kwietnia Candido poczuł się źle. Zemdlał wieczorem i został przewieziony do Szpitala Uniwersyteckiego Roberta Wooda Johnsona w New Brunswick. Zdiagnozowano u niego zapalenie płuc. Tego samego dnia zmarł. TNA zorganizowało turniej Chris Candido Memorial Tag Team na cześć zawodnika. W 2009 Candido został wprowadzony do Hardcore Hall of Fame.

## Mistrzostwa i osiągnięcia
- California Creative Wrestling
  - CCW Heavyweight Championship (1x)[2]
- Eastern/Extreme Championship Wrestling
  - ECW (World) Tag Team Championship (3x) – z Johnnym Hotbodym i Chrisem Michaelsem (2) i Lance’em Stormem (1)[10]
- Hardcore Hall of Fame (2009)
- Independent Superstars of Professional Wrestling
  - ISPW Heavyweight Championship (1x)[10]
- Jersey Championship Wrestling
  - JCW Television Championship (1x)[10]
- Legacy Wrestling Enterprises
  - LWE World Heavyweight Championship (1x)[2]
- Mid-American Wrestling
  - MAW Heavyweight Championship (1x)[11]
- National Wrestling Alliance
  - NWA World Heavyweight Championship (1x)[10]
  - NWA World Championship Tournament (1994)
- NWA Midwest
  - NWA Midwest Heavyweight Championship (1x)[10]
- NWA New Jersey
  - NWA New Jersey Heavyweight Championship (1x)[10]
- Pennsylvania Championship Wrestling
  - PCW United States Heavyweight Championship (1x)[10]
- Pro Wrestling Illustrated
  - PWI Most Inspirational Wrestler of the Year (2005)[12]
  - PWI umieściło go na 45. miejscu ranking wrestlerów PWI 500 w 1994 i 1998[12]
- Smoky Mountain Wrestling
  - SMW Beat the Champ Television Championship SMW Beat the Champ Television Championship (2x)[10]
  - SMW Tag Team Championship (2x) – z Brianem Lee[10]
  - SMW United States Junior Heavyweight Championship (3x)[10]
- United States Extreme Wrestling
  - USEW United States Heavyweight Championship (3x)[10]
- USA Pro Wrestling
  - USA Pro United States Championship (1x)[10]
- World Championship Wrestling
  - WCW Cruiserweight Championship (1x)[10]
- World Wrestling Association
  - WWA Junior Heavyweight Championship (2x)[10]
  - WWA Tag Team Championship (1x) – z Chrisem Evansem[2]
- World Wrestling Council
  - WWC World Television Championship (1x)[10]
- World Wrestling Federation
  - WWF Tag Team Championship (1x) – z Zipem[10]
- Xtreme Pro Wrestling
  - XPW World Heavyweight Championship (1x)[10]
- Nagrody Wrestling Observer Newsletter
  - Najbardziej niedoceniany wrestler (1995)[12]